# Henrik Reuterdahl
 Ikke at forveksle med Henry Reuterdahl.
Henrik Reuterdahl (født 10. september 1795 i Malmö, død 28. juni 1870 i Uppsala) var en svensk ærkebiskop
Reuterdahl blev 1811 student i Lund, 1817 filosofie magister, 1817 docent i Lund, 1824
extraordinarie og 1833 ordinarie teologie adjunkt, 1830 dr. theol., 1844 professor i teologi, 1845 domprovst i Lund, 1852 statsråd og chef for Ecklesiastikdepartementet, 1855 biskop i Lund, 1856 ærkebiskop i Upsala. Reuterdahl deltog som repræsentant for gejstligheden i Lunds Stift i flere rigsdagssamlinger og var, som ærkebiskop, gejstlighedens selvskrevne talsmand på fire rigsdage, hvoriblandt rigsdagen 1865, da stænderrepræsentationen afskaffedes. Han indtrådte 1852 i det svenske Akademi.
Reuterdahl var Schleiermachers første elev af betydning i Sverige, og han fremtrådte som sådan først og fremmest i de artikler, han offentliggjorde i "Theologisk Kvartalsskrift", hvilket han i forening med J.H. Thomander — senere hans efterfølger som biskop i Lund — udgav 1828—32 og 1836—40, samt endvidere i den Inledning till teologien, som udkom 1837 og længe benyttedes 
som lærebog ved universiteterne i Sverige.
Reuterdahls væsentlige videnskabelige virksomhed falder på kirkehistoriens område. Hans hovedarbejde er Svenska kyrkans historia (indtil 1533), som udgaves i 4 dele 1838—66. Dette værk udmærker sig ved en grundig forskning, streng kildekritik og objektiv fremstilling, hvorfor det indtager en meget høj plads i den svenske historiske litteratur, om end dets tørre stil ikke gør det til nogen let læsning.
Reuterdahls memoirer, deponerede i Lunds Universitetsbibliotek, åbnedes 1920 og blev udgivet samme år under titel Ärkebiskop Henrik Reuterdahls memoarer; de er ikke blot betydningsfulde for kendskabet til Reuterdahls udviklingsgang, men også meget oplysende med hensyn til hele den samtidige kirkelige og politiske historie.